# Schonach (Creglingen)
Schonach ist ein Wohnplatz auf der Gemarkung des Creglinger Stadtteils Finsterlohr im Main-Tauber-Kreis im fränkisch geprägten Nordosten Baden-Württembergs.

## Geographie

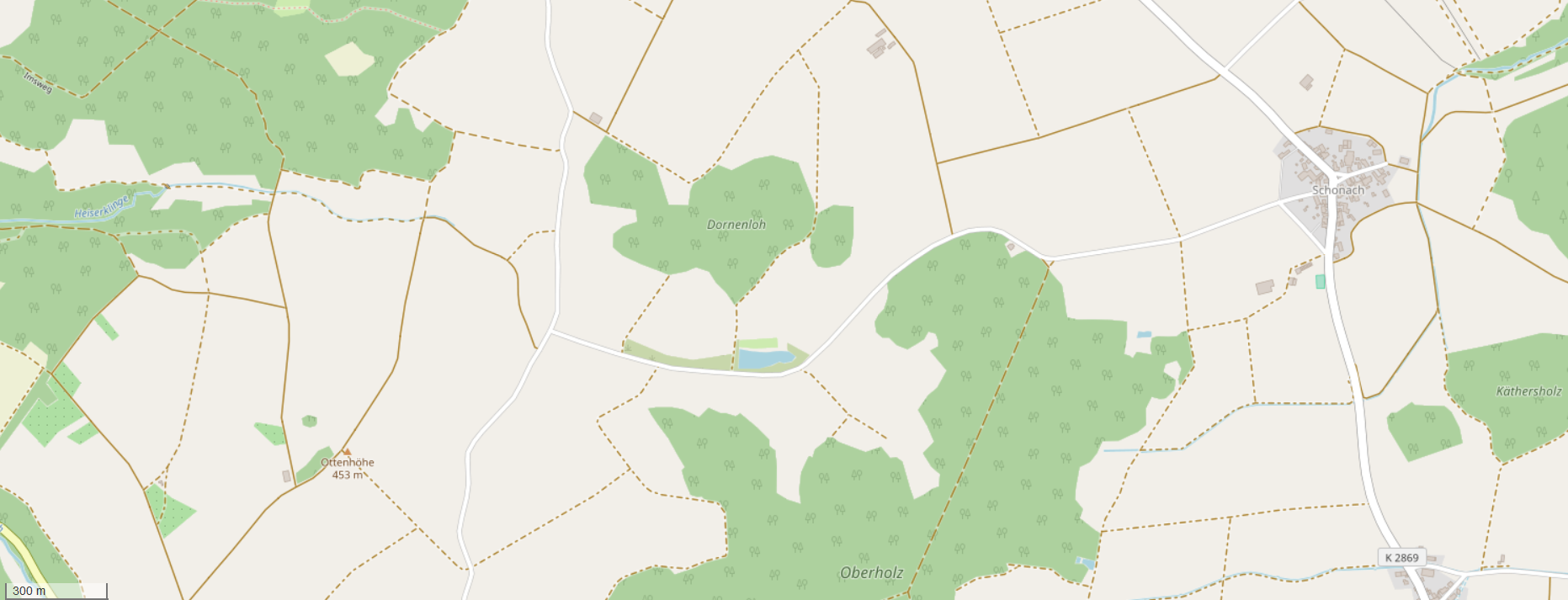
Lage von Schonach und dem Badesee Schonach

Schonach liegt etwa 8 Kilometer südöstlich der Stadt Creglingen. Die nächstgelegenen Orte sind die Creglinger Stadtteil Finsterlohr nach etwa 1,5 Kilometern im Nordwesten, sowie die Creglinger Weiler Burgstall nach etwa 1,5 Kilometern im Nordosten und Wolfsbuch nach etwa einem Kilometer im Süden.
Bei Schonach befindet sich der Badesee Schonach, auch Karrodsee genannt.

## Geschichte
Der Ort wurde im Jahre 1367 erstmals urkundlich als Schonawe erwähnt. Schonach war Zubehör von Finsterlohr. Der Ort kam als Teil der ehemals selbständigen Gemeinde Finsterlohr am 1. Februar 1972 zur Stadt Creglingen.

## Religion
Eine Kapelle zum heiligen Sebald wurde im Jahre 697 renoviert und 1835 profaniert.

## Kultur und Sehenswürdigkeiten

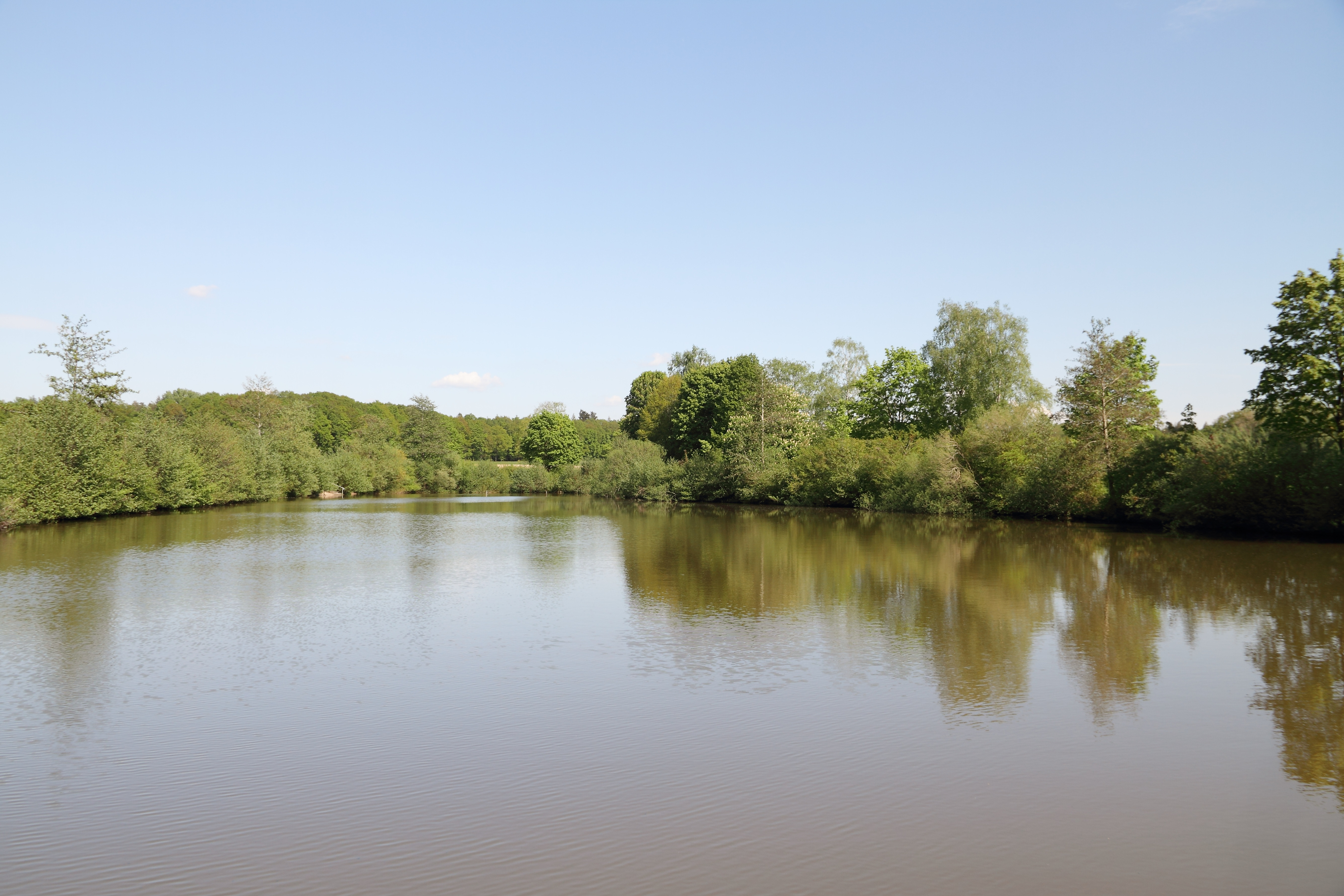
Badesee Schonach, auch bekannt als Karrodsee

### Badesee Schonach
Der Badesee Schonach (⊙; auch: Karrodsee, Karoth-See oder flächenhaftes Naturdenkmal Weiher Karrod) ist ein frei zugänglicher Badesee. Er wird durch einen Bach durch die Heiserklinge mit Wasser gespeist.

### Kulturdenkmale
Kulturdenkmale in der Nähe des Wohnplatzes sind in der Liste der Kulturdenkmale in Creglingen verzeichnet.

### Rad- und Wanderwege
Schonach liegt am Radweg Liebliches Taubertal – der Sportive.

## Verkehr
Der Ort ist über die K 2869 zu erreichen. Im Ort befindet sich die gleichnamige Straße Schonach.